# Un'altra vita (film 1992)
Un'altra vita è un film italiano del 1992 diretto da Carlo Mazzacurati.

## Trama
Saverio è un dentista trentenne divorziato che accoglie in casa Alia, una ragazza russa che trafelata si era presentata una sera al suo studio per curare un dente scheggiato. Tra i due si instaura un rapporto sentimentale difficile e precario fin quando, una mattina, Alia sparisce, lasciando dietro di sé solo un biglietto inquietante, scritto in un italiano approssimativo.
Sulle tracce di Alia, Saverio entra in contatto con un gruppo di piccoli malavitosi della periferia romana, dediti allo sfruttamento della prostituzione e capeggiati da un certo Mauro, con il quale stringe una amicizia virile ma poco sincera.
Nel tentativo di trovare Alia, il dentista si lascia sempre più coinvolgere nelle pericolose attività e passatempi del gruppo di balordi e intuisce presto che anche Mauro è legato sentimentalmente ad Alia e come lui anch'egli è alla ricerca della ragazza russa scomparsa.
Una sera, mentre è in compagnia di Saverio, Mauro riceve la soffiata che Alia in realtà è in attesa di ottenere un visto di immigrazione per il Canada e si è rifugiata, insieme ad altri connazionali, in una baracca del litorale romano per sfuggire alla violenza del suo sfruttatore ed ex-amante. Saverio si precipita sulla spiaggia per salvare la ragazza ma tra i due uomini scoppia una rissa violentissima nella quale il dentista sta per avere la peggio. Alia, confusa e tremante, raccoglie dalla sabbia la pistola caduta di tasca a Mauro e spara, lasciando a terra morto il suo sfruttatore.

## Riconoscimenti
- 1993 - David di Donatello
  - Migliore attore non protagonista a Claudio Amendola
  - Candidatura Migliore attore protagonista a Silvio Orlando
  - Candidatura Migliore attrice non protagonista a Monica Scattini
- 1993 - Nastro d'argento
  - Candidatura Regista del miglior film a Carlo Mazzacurati
  - Candidatura Migliore attore protagonista a Claudio Amendola
  - Candidatura Migliore attrice non protagonista a Monica Scattini
- 1992 - Grolla d'oro
  - Miglior regista a Carlo Mazzacurati
  - Miglior attore a Claudio Amendola
- 1993 - Ciak d'oro
  - Migliore attore non protagonista a Claudio Amendola[1]